# اکس‌موبوتس
اکس‌موبوتس (انگلیسی: XMobots) شرکت هوافضای برزیلی است، که در سال ۲۰۰۷ تأسیس شد.